# St. Charles (Idaho)
St. Charles es una ciudad ubicada en el condado de Bear Lake en el estado estadounidense de Idaho. En el Censo de 2010 tenía una población de 131 habitantes y una densidad poblacional de 80,67 personas por km².

## Geografía
St. Charles se encuentra ubicada en las coordenadas 42°6′44″N 111°23′25″O / 42.11222, -111.39028. Según la Oficina del Censo de los Estados Unidos, St. Charles tiene una superficie total de 1.62 km², de la cual 1.62 km² corresponden a tierra firme y (0%) 0 km² es agua.

## Demografía
Según el censo de 2010, había 131 personas residiendo en St. Charles. La densidad de población era de 80,67 hab./km². De los 131 habitantes, St. Charles estaba compuesto por el 98.47% blancos, el 0% eran afroamericanos, el 0% eran amerindios, el 0% eran asiáticos, el 0% eran isleños del Pacífico, el 0% eran de otras razas y el 1.53% pertenecían a dos o más razas. Del total de la población el 0% eran hispanos o latinos de cualquier raza.